# 2 Cool 4 Skool
2 Cool 4 Skool é o single-álbum de estreia do boy group sul-coreano BTS,  lançado em 13 de junho de 2013 pela Big Hit Entertainment e distribuído pela Leon. O álbum foi promovido pelos singles "No More Dream" e "We Are Bulletproof Pt.2". Comercialmente, o álbum alcançou o número cinco na Gaon Album Chart na Coreia do Sul, enquanto nos Estados Unidos alcançou a décima posição da tabela World Albums da Billboard. Em janeiro de 2022, o single-álbum já havia vendido mais de 430.000 cópias mundialmente.
Uma versão de três discos do projeto foi lançada no Japão em 2014, através da Pony Canyon.

## Preparações e lançamento
Em 21 de maio de 2013, a Big Hit Entertainment lançou um relógio com uma contagem regressiva no site do BTS e lançou também um trailer de estreia em 26 de maio no YouTube em preparações para o álbum de estreia do BTS, 2 Cool 4 Skool, e para as promoções do álbum. O trailer apresentava uma batida de hip-hop com uma voz profunda e a voz, com uma legenda, dizia: "Finalmente BTS fará sua estréia!" que depois mostra um trailer de estreia. Os teasers das primeiras imagem dos membros confirmados e as fotos conceituais do álbum foram então lançadas em sua página oficial no Facebook. A Big Hit Entertainment também revelou a lista de músicas para este álbum em sua conta oficial no Twitter. Eles também lançaram o design e os detalhes do álbum físico, que será acompanhado com o photobook e um cartão postal. Mais tarde, eles lançaram o primeiro teaser, revelando que "No More Dream" seria a música-título.

## Videoclipes
O videoclipe de "No More Dream" foi lançado em 11 de junho de 2013 antes da estreia do BTS. A versão com a coreografia de "No More Dream" foi lançado mais tarde em 16 de Junho de 2013 no meio da promoção do grupo em programas de música. O videoclipe de "We Are Bulletproof Pt.2" foi então lançado em 16 de Julho de 2013 para as futuras promoções do grupo. Toda a dança foi coreografada por Son Sungdeuk enquanto ambos videoclipes de "No More Dream" e "We Are Bulletproof Pt.2" foram dirigidos pela Zanybros.

## Promoções
O grupo realizou uma conferência de imprensa e um showcase de estreia em 12 de Junho de 2013, se apresentando com "No More Dream" e "We Are Bulletproof Pt.2", sendo sua fase de estreia não oficial na indústria da música da Coreia do Sul. BTS mais tarde fez uma estreia de sucesso em 13 de Junho no palco do M Countdown do canal de TV: Mnet, marcando o início de sua promoção do álbum em vários programas musicais da Coreia do Sul. Muito mais tarde, em 2015, o BTS realizou um show especial em apoio ao álbum. O 2015 BTS Live Trilogy Episode I: BTS Begins foi apresentado por dois dias no Olympic Hall a partir de 28 de março de 2015 com BTS se apresentando com músicas dos álbuns 2 Cool 4 Skool e O!RUL8,2?.

## Desempenho comercial
BTS entrou no chart "Billboard World Digital Songs" pela primeira vez com o single principal, "No More Dream" em 14º lugar em 29 de Junho de 2013. A música ficou no chart por três semanas consecutivas. 2 Cool 4 Skool atingiu a 5ª posição na 31ª semana do chart semanal "Gaon Weekly Album Chart" durante as promoções de "We Are Bulletproof Pt.2". Depois de um mês e meio de seu lançamento, o álbum ficou na 10ª posição no chart mensal "Gaon Monthly Album Chart" no mês de Julho. Foi o sexagésimo quinto álbum mais vendido do Gaon Album Chart em 2013.

## Lista de músicas
| N.º            | Título                                | Letras                                         | Produtor       | Duração |  |
| 1.             | "Intro: 2 Cool 4 Skool" (ft. DJ Friz) |                                                | Supreme Boi    | 1:03    |  |
| 2.             | "We Are Bulletproof Pt.2"             | Pdogg "Hitman" Bang Supreme Boi RM SUGA        | Pdogg          | 3:45    |  |
| 3.             | "Skit: Circle Room Talk"              |                                                | Pdogg          | 2:11    |  |
| 4.             | "No More Dream"                       | Pdogg "Hitman" Bang RM SUGA J-Hope Supreme Boi | Pdogg          | 3:42    |  |
| 5.             | "Interlude"                           |                                                | Slow Rabbit    | 0:52    |  |
| 6.             | "I Like It" (좋아요; Joayo)           | Slow Rabbit RM SUGA J-Hope                     | Slow Rabbit    | 3:51    |  |
| 7.             | "Outro: Circle Room Cypher"           | RM J-Hope SUGA V Jimin Jungkook Jin Pdogg      | Pdogg          | 5:21    |  |
| Duração total: | Duração total:                        | Duração total:                                 | Duração total: | 20:44   |  |

| Álbum Físico   |                           |                                    |                                    |         |  |
| N.º            | Título                    | Letras                             | Produtor                           | Duração |  |
| 8.             | "Skit: On the Start Line" | RM                                 | "hitman" bang                      | 2:33    |  |
| 9.             | "길" (Gil / Path)         | RM J-Hope SUGA "hitman" bang Pdogg | RM J-Hope SUGA "hitman" bang Pdogg | 3:48    |  |
| Duração total: | Duração total:            | Duração total:                     | Duração total:                     | 27:13   |  |

## Papéis
| - RM – Líder, rapper principal, compositor, coro - Jin – Vocalista - SUGA – Rapper líder, compositor, produtor - J-Hope – Dançarino principal, rapper guia, compositor - Jimin – Dançarino principal, Vocalista líder - V – Vocalista - Jungkook – Vocalista principal, rapper, Dançarino guia, vocal de Fundo, coro - Pdogg – produtor, teclado, sintetizador, arranjo do vocal e do rap - "Hitman" Bang – produtor, compositor, produtor executivo | - Slow Rabbit – produtor, compositor, gravação, teclado, sintetizador - Supreme Boi – produtor, gravação, teclado, sintetizador, coro - DJ Scratch – Turntablism - Yang Chang Won – mixagem, gravação - James F. Reynolds – mixagem - Nam Young Woo – gravação - Chris Gehringer – mixagem - Choi Hyo Young – mixagem |

## Charts
| Chart (2013)                     | Posição |
| -------------------------------- | ------- |
| Coreia do Sul (Gaon Album Chart) | 5       |

| Chart (2013)                     | Posição |
| -------------------------------- | ------- |
| Coreia do Sul (Gaon Album Chart) | 10      |

| Chart                                 | Posição |
| ------------------------------------- | ------- |
| Coreia do Sul 2013 (Gaon Album Chart) | 65      |
| Coreia do Sul 2014 (Gaon Album Chart) | 106     |
| Coreia do Sul 2015 (Gaon Album Chart) | 96      |
| Coreia do Sul 2016 (Gaon Album Chart) | 90      |
| Coreia do Sul 2017 (Gaon Album Chart) | 98      |
| Coreia do Sul 2018 (Gaon Album Chart) | 85      |

| Billboard World Digital Songs (2013) | Posição |
| ------------------------------------ | ------- |
| "No More Dream"                      | 14      |

## Vendas e certificações
| Chart                | Vendas   |
| -------------------- | -------- |
| Coreia do Sul (Gaon) | 161,630+ |

## Histórico de lançamentos
| País          | Data                | Formato              | Gravadora                                |
| ------------- | ------------------- | -------------------- | ---------------------------------------- |
| Coreia do Sul | 12 de Junho de 2013 | CD, Download digital | Big Hit Entertainment LOEN Entertainment |
| Vários        | 12 de Junho de 2013 | Download digital     | Big Hit Entertainment LOEN Entertainment |